# Кельпин
Уезд Кельпин (уйг. كەلپىن ناھىيىسى; Kelpin Nahiyisi‎) или уезд Кэпин (кит. упр. 柯坪县, пиньинь Kēpíng Xiàn) — уезд в округе Аксу Синьцзян-Уйгурского автономного района КНР.

## География
В уезде на территории Красной пустыни обитает длинноухий тушканчик.

## История
Уезд Кельпин был образован в 1930 году.

## Административное деление
Уезд Кельпин делится на 3 посёлка и 2 волости.